# Neela Rasgotra
Neela Rasgotra (veuve Gallant) est un personnage de fiction de la série télévisée Urgences incarnée par l'actrice Parminder Nagra.

## Biographie de fiction
Neela est née le 17 avril 1977. Anglaise, originaire du Pendjab en Inde, Neela arrive au Cook County dans le tout premier épisode de la saison 10. Externe en troisième année de médecine, elle apparaît d'emblée très douée mais très peu à l'aise avec la pratique. Consciente de ce handicap, au départ mal à l'aise avec les patients, elle envisage d'ailleurs de se réorienter vers la recherche ; elle travaille surtout au laboratoire du Cook County. Elle finit par renoncer à cette perspective et poursuit son internat aux urgences. Elle se lie d'amitié avec Abby Lockhart, et après un stage auprès du Dr Dubenko, choisit de poursuivre sa carrière en chirurgie.
Neela connaît plusieurs relations sentimentales dans la série. Se rapprochant du Dr Michael Gallant, mobilisé en Irak, elle entame une relation avec lui lors d'une de ses permissions. Après le décès de celui-ci au front, et alors qu'elle refuse les avances de Ray Barnett avec qui elle entretient une relation amicale particulière, elle finit par sortir avec Tony Gates. Le refus de Neela de sortir avec lui alors qu'elle éprouve des sentiments plonge Ray dans un état dépressif qui contribue à l'accident de ce dernier, dans lequel il perd ses jambes.
Après avoir succombé à Simon Brenner, Neela finit par revenir auprès de Ray, et quitte le Cook County à la fin de la série.

## Source
- (en) Cet article est partiellement ou en totalité issu de l’article de Wikipédia en anglais intitulé « Neela Rasgotra » (voir la liste des auteurs).